# Blue Iguana
Blue Iguana è un film del 2018 scritto e diretto da Hadi Hajaig.

## Trama
Eddie e Paul sono una coppia di piccoli criminali da strapazzo. Katherine, un'avvocatessa britannica, offre loro del denaro per intercettare un pacco in transito da Londra. Il duo arrivato a Londra, si allea con Tommy Tresham e prende la borsa nella sala principale del Museo di Storia Naturale. Questo li mette contro lo psicotico criminale locale Deacon Bradshaw ed il suo capo Arkardy. Scoprono che Arkady e Bradshaw stanno progettando di rubare una favolosa gemma chiamata Blue Iguana e decidono di tentare di accaparrarsela.

## Accoglienza
Su Rotten Tomatoes, il 38% delle 29 recensioni dei critici sono positive, con una valutazione media di 4,6/10.